# وادي المسمى
يقع وادي المسمى في منطقة الوشم وسط المملكة العربية السعودية وهو عبارة عن التقاء وادي الثميلة ووادي قرقيس.
يسقي وادي المسمى مزارع ونخيل بطين القرائن.